# Abisko
Abisko è un paese nel nord della Svezia, frazione del comune di Kiruna. Con una popolazione, al censimento del 2005, di 85 abitanti, sorge a 4 km dal Parco nazionale Abisko.
Il paese è collegato quotidianamente da un servizio di treni della SJ AB che mette in comunicazione Stoccolma con Narvik. Il servizio mette in comunicazione sia il paese di Abisko che una seconda stazione che funge da stazione turistica.